# لویی شایو
لویی شایو (فرانسوی: Louis Chaillot‎; ۲ مارس ۱۹۱۴ – ۲۸ ژانویهٔ ۱۹۹۸) دوچرخه‌سوار اهل فرانسه بود.
وی در مسابقات کشوری و بین‌المللی در مجموع برندهٔ ۱ مدال طلا، ۱ مدال نقره، ۱ مدال برنز شده‌است.